# Āsandh
Āsandh är en ort i Indien.   Den ligger i distriktet Karnāl och delstaten Haryana, i den norra delen av landet, 120 km nordväst om huvudstaden New Delhi. Āsandh ligger 239 meter över havet och antalet invånare är 25 323.
Terrängen runt Āsandh är mycket platt. Runt Āsandh är det tätbefolkat, med 442 invånare per kvadratkilometer. Närmaste större samhälle är Safidon, 14,2 km söder om Āsandh. Trakten runt Āsandh består till största delen av jordbruksmark.